# Pleurothallis callifera
Pleurothallis callifera är en orkidéart som beskrevs av Charles Schweinfurth. Pleurothallis callifera ingår i släktet Pleurothallis och familjen orkidéer. Inga underarter finns listade i Catalogue of Life.